# Can Romaguera (Ullastret)
Can Romaguera és un edifici d'Ullastret (Baix Empordà) inclòs a l'Inventari del Patrimoni Arquitectònic de Catalunya.

## Descripció

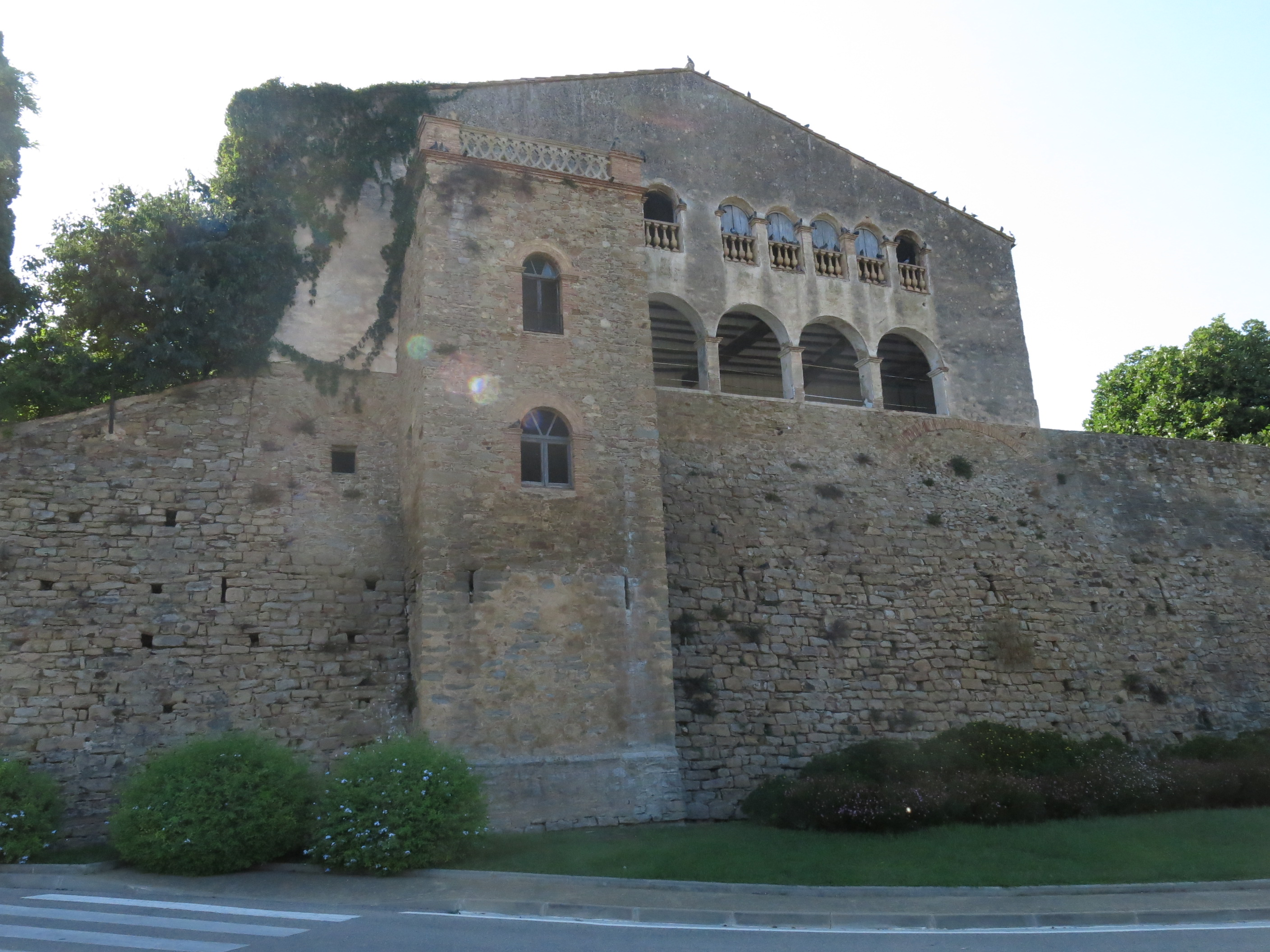
Façana posterior, vora la torre est de la muralla

Sobre l'estructura tipològica canònica de tres crugies paral·leles hom pot apreciar els afegitons dels badius sobre la muralla i d'un cos escarrat a la façana posterior. A finals del XIX, es va produir una nova intervenció amb la construcció d'una escala tangencial per produir l'accés per la façana lateral i millorar la distribució de la planta. Aquest nou afegitó, modernista i eclèctic, monumentalitza l'accés i provoca la visió paisatgística de la plana quan s'arriba a la casa. L'interior és decorat amb mobles d'època, malgrat que no siguin els originals, perduts a la guerra civil. Conserva alguns terres i sostres originals.